# Bungea trifida
Bungea trifida är en snyltrotsväxtart som först beskrevs av Vahl, och fick sitt nu gällande namn av Carl Anton von Meyer. Bungea trifida ingår i släktet Bungea och familjen snyltrotsväxter. Inga underarter finns listade i Catalogue of Life.